# Bat micwa

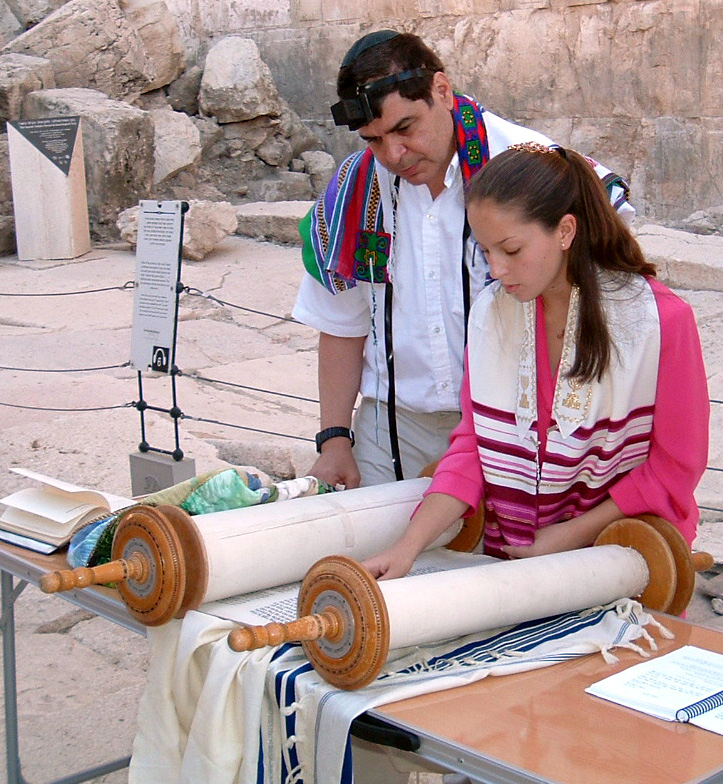
Czytanie Tory podczas bat micwy

Bat micwa, bas micwe (hebr. ‏בת מצווה‎, dosł. „córka przykazania”) – żydowska uroczystość religijna, związana z wejściem dziewczyny w okres dorosłości, odpowiednik bar micwy u chłopców. W zależności od tradycji może być obchodzona w jej 12. (na ogół) lub 13. roku życia.
Od momentu bat micwy dziewczynka staje się pod względem religijnym pełnoletnia i tym samym musi przestrzegać przykazań. W społecznościach ortodoksyjnych wejście dziewcząt w dorosłość jest świętowane jedynie przez symboliczną uroczystość w zaciszu domowym. W innych odłamach judaizmu obrzędy są takie same, jak przy bar micwie.
Bat micwa wprowadzona została przez neortodoksyjnego rabina Jakuba Ettingera z Altony w I. połowie XIX wieku. Uroczystość ta upowszechniła się pod koniec XIX wieku. 